# Aeropuerto de Raiatea
El aeropuerto de Raiatea-Uturoa es un aeropuerto sito sobre la isla de Raiatea en las Islas de la Sociedad en Polinesia Francesa.

## Conexiones
A través de Air Tahiti, está conectado con el aeropuerto de Tahití varias veces al día, así como al de  Bora Bora, Huahine, Maupiti, Rangiroa, y Tikehau.